# Pterodroma
Pterodroma je rod morskih ptica iz porodice zovoja. 

## Opis
Duge su najviše 85 cm. Rasprostranjene su u svim oceanima. Uzimaju hranu s površine oceana. Pelagične su izvan sezone gniježdenja, cijeli život provode na moru. Gnijezde su u velikim kolonijama noću. Postavljaju samo jedno bijelo jaje. Dosta vrsta je kritično ugroženo ili osjetljivo. Pjege na licu i složena krila su značajka po kojoj su prepoznatljive.
Na atolu Aldabri u Indijskom oceanu su nađeni fosili iz pleistocena vrste kojoj je dan latinski naziv Pterodroma kurodai. Moguće je da je pripadala rodu Pterodroma, ali i bilo kojem drugom rodu.

## Vrste
Pterodroma alba
Pterodroma arminjoniana
Pterodroma aterrima
Pterodroma atrata
Pterodroma axillaris
Pterodroma baraui
Pterodroma cahow
Pterodroma caribbaea (vjerojatno izumrla)
 Pterodroma cervicalis
Pterodroma cookii
Pterodroma defilippiana
Pterodroma externa
Pterodroma feae
Pterodroma hasitata
Pterodroma hypoleuca
Pterodroma incerta
Pterodroma inexpectata
Pterodroma lessonii
Pterodroma leucoptera
Pterodroma longirostris
Pterodroma macroptera
Pterodroma madeira
Pterodroma magentae
Pterodroma mollis
Pterodroma neglecta
Pterodroma nigripennis
Pterodroma occulta
Pterodroma phaeopygia
Pterodroma phillipii
Pterodroma pycrofti
Pterodroma solandri
Pterodroma ultima 
 †Pterodroma jugabilis
†Pterodroma rupinarum

## Vanjske poveznice
|  | Zajednički poslužitelj ima stranicu o temi Pterodroma    |
|  | Zajednički poslužitelj ima još gradiva o temi Pterodroma |
|  | Wikivrste imaju podatke o taksonu Pterodroma             |